# Bălăbănești
Bălăbănești település Romániában, Moldvában, Galați megyében.

## Fekvése
A 24D úttól északra fekvő település.

## Leírása
Bălăbănești lakói főleg mezőgazdasággal; állattenyésztéssel, méhészkedéssel valamint háziipari tevékenységgel: vesszőfonással foglalkoznak.
A 2002-évi népszámláláskor 3964 lakost számoltak itt össze.